# Villa San Lorenzo (Signa)
Villa San Lorenzo è una villa di Signa in provincia di Firenze.

## Descrizione
Situata nei pressi della Pieve di San Lorenzo e a fianco della collina di San Miniato, l'intero complesso è formato da due ville, l'una databile intorno al Quattrocento mentre l'altra tra la seconda metà del Cinquecento e la prima del Seicento.
La costruzione più importante è a forma di L e avrebbe contenuto, secondo la testimonianza del pittore Santelli, vari affreschi e oggetti di valore tali da definirla come la più bella villa di Signa.
Sulla facciata è ancora possibile vedere lo stemma dei Moriubaldini Alberti e la scritta:

## Storia
Scarse sono le informazioni storiche riguardanti la prima parte, mentre è noto che la seconda fu costruita dai Del Rosso, potente e nobile famiglia della nobiltà fiorentina e famosa per la sua collezione di opere d'arte.
La proprietà di entrambe le ville passò tra varie famiglie e personaggi illustri, come Leon Battista Alberti o la famiglia de "I Mori Ubaldini" (a cui apparteneva il Gonfaloniere di Firenze citato da Dante nella Divina Commedia) fino ad essere gestita, attualmente, da una società privata.